# 騎士ガンダム
騎士ガンダム（ナイトガンダム）は、アニメ『機動戦士ガンダム』のキャラクターを二頭身で表現したSDガンダムの一つで、西洋の甲冑を纏った騎士の姿のガンダムのことである。

## 概要
SDガンダムのデザインを担当していた横井孝二が『SDV』のひとつとして騎士ガンダムをデザインしたのがきっかけとなり、そこから武者頑駄無同様独立したシリーズとして展開していった。
カードダスによる展開を主体としており、作品の主な舞台も「カードダス」を逆さ読みにした名称の「スダ・ドアカ・ワールド」と設定されている。この他、ガシャポンやプラモデル、漫画・アニメ・ゲームなど幅広い展開が行われた。
騎士ガンダムシリーズに登場するガンダムなどのモビルスーツ（ロボット）がモデルとなっているキャラクターは、武者ガンダム同様に機械（ロボット）ではなくあくまで一個の生物として描かれている。しかし、シリーズ途中から「機兵」と呼ばれる巨大ロボットが登場するようになり、これにより「ガンダムがガンダムに乗る」という奇妙な構図が描かれた。
SDガンダムを「ノーマル」ワールド、「武者」ワールド、「コマンド」ワールド、「ガンドランダー」ワールド、「SDV」ワールドなどと分類する際には、本シリーズは「外伝」ワールドと呼称されている。
また、武者頑駄無と違い騎士アムロやフラウ姫などガンダムシリーズの登場人物をモデルとしたキャラクターが登場するのも特徴である。
物語は一括して「今とは違う時代、どこかにあるという〜」の件から始り、SDガンダム外伝は過去に起きた出来事であり、「今」の時代に存在する第三者の視点から語られる騎士物語としてストーリーは進行される。
2012年末から新たなSDガンダム外伝のシリーズである『新約SDガンダム外伝』が展開中。

## シリーズ一覧

### SDガンダム外伝
- SDガンダム外伝 ジークジオン編（1989年 - 1990年）
- SDガンダム外伝 円卓の騎士編（1991年）
- SDガンダム外伝 聖機兵物語（1992年）
- SDガンダム外伝 機甲神伝説（1993年）

### 新SDガンダム外伝
- 新SDガンダム外伝 ナイトガンダム物語（ストーリー）（1994年）
- 新SDガンダム外伝 黄金神話（ゴールドサーガ）（1995年）
- 新SDガンダム外伝 鎧闘神戦記（1996年）

### 新約SDガンダム外伝
- 新約SDガンダム外伝 救世騎士伝承（スタ・ドアカナイトサーガ）（2013年）
- 新約SDガンダム外伝 救世騎士伝承EX
- 新約SDガンダム外伝 新世聖誕伝説（2017年）
- 新約SDガンダム外伝 創世超竜譚（スペリオルサーガ）（2019年）
- 新約SDガンダム外伝 騎士王物語（ガンダムキングストーリー）（2020年）

### SDガンダム外伝NEO
- SDガンダム外伝NEO 禁じられた魔法（2024年）

### その他
- SDガンダム聖伝（1997年）
- SDガンダム列伝 ガンダム騎士団（パワーズ）（1998年）
- SDガンダム英雄伝（2001年）

### その他の関連カードダス
- SDガンダム外伝 スーパーバトル バトルオブナイツ
- SDガンダム外伝 スペシャル'95
- SDガンダム外伝 コンプリートボックススペシャル2010 スペリオルクロニクル
- SDガンダム レジェンドバトル
- SDガンダム アルティメットバトル

## 世界設定
登場する国家軍は皆、スダ・ドアカワールドと呼ばれる地域に所属している。西洋ファンタジー風の剣と魔法と精霊の世界観で、人間とMS族が暮らしている。世界観や作品群を指して「SDガンダム外伝ワールド」という用語」が用いられることもある。
アニメ版『聖機兵物語』にて一瞬スダ・ドアカワールドを表す地図が登場した際はヨーロッパに似た形状の陸地構成となっていた。
大まかに「ユニオン族」と敵対勢力の「○○族」(ジークジオン編の「ジオン族」、聖機兵物語や機甲神伝説の「ネオジオン族」、黄金神話の「デスペリオル族」、ナイトガンダム物語編終盤の「ザンスカール族」、救世騎士伝承中盤の「アンチユニオン族」など)に分類されているが、これはあくまで所属勢力の名称であり肉親でも別れているパターンが多々ある。ユニオン族に分類される国家の紋章には総じて十字の星の紋章（原作における連邦軍のエンブレム）がデザインされている。種族の分け方としては、人間族、MS族（ガンダムはMS族に数ある中の一つで、比較的少数なガンダム族として分類されている。MS族で最も多い種族はジム。）、妖精、モンスターなどがある。
真悪参がスダドアカに行っている他に、『新SD戦国伝 超機動大将軍』の武者鷺主は異国(騎士の国)から船で遭難した際に天宮にたどりついており(仲間にはマゼラン大陸出身者やガンドランド出身者もいる)、『SDコマンド戦記III SUPER G-ARMS』に登場する海賊騎士キャプテンレッドは『SDガンダム外伝 円卓の騎士編』に登場する麗騎士レッドウォーリアと同じレッドウォーリア一族の流れを汲んでおり、キャプテンガンダムとマスクコマンダーはマゼラン大陸がある世界観の宇宙からメビウス銀河に転移して惑星Gアースに転移しており、『新ガンダムフォース グレートパンクラチオン』のドラグナージークガンダムはメビウス銀河から古代のスダ・ドアカワールドに移住しており、ガンセイヴァーZはマゼラン大陸から天宮に転移したことがあり、コマンドガンダムは様々な世界に出現し、騎士ユニコーンもガンドランドや天宮に行っているが、場所や時代が異なる地続きの世界なのか異世界なのかは明確化されていない。
『SDガンダム聖伝』の世界であるリオン・カージはスダ・ドアカ・ワールドの未来の時間軸に当たる。『鎧闘神戦記』ではバロックガン復活によりスペリオルドラゴンが干渉不可能になったため、バロックガンの干渉妨害が届かないほど未来であるリオン・カージを介して、勇者エックスにスダ・ドアカに力を届けてもらっている。『鎧闘神戦記』の最後に黄金神スペリオルカイザーZは未来であるリオン・カージを現在のスド・ドアカに融合することで「新生スド・ドアカ・ワールド」として荒廃した世界を修復した。
なお、この世界設定はジークジオン編〜鎧闘神戦記の物であり、列伝・英雄伝は基礎設定は同じながら世界設定が異なる為に別記する。

### 神々
スダ・ドアカワールドは十二神と呼ばれる十二の神々の1柱によって守護されている。
なお、この十二神がスダ・ドアカワールドにおける神を指すのか、世界全体の神々を指すのかは不明。十二神よりも上位の神として創造主である創世神RX-78が存在する。
十二神はそれぞれ創世の力を持ち、創世神RX-78に倣って、本体である核(コア)、コアと一体化する操手、リアル頭身の真の姿の肉体になる巨大な守護獣(スペリオルドラゴンの超竜カイザーワイバーン、バロックガンの豪虎カイザーティーゲルなど)で構成される。操手と一体する核(コア)は、神の意志、核の肉体となる守護獣、鎧で構成される。操手なしでは現世で行使できる力は限定される。身体となる守護獣と融合することで真の力を発揮する。
また、創世の時代においては方針の相違から世界の未来を巡る神同士の激しい争いがあったことが『鎧闘神戦記』にて語られている。
スペリオルドラゴン / 黄金神スペリオルカイザー（Sガンダム）
スダ・ドアカワールドを守る黄金神。正義と信仰の対象としてユニオン族の間で広く崇められている。ガンダム族に酷似した外見を持ち（この為ガンダム族は神の騎士とも言われる）、普段は神の世界から地上を見守っている。守護獣である超竜カイザーワイバーンと融合することで真の姿である黄金神スペリオルカイザーになる。
かつて創世の時代、その操手の座をかけた「バーサルウォー」で優勝したグラディエータガンダムエクシアに、自身の核と融合した双頭竜を退治する最後の試練を与えて操手として選出した。その後、暗黒卿マスターガンダムや覇界神バロックガンと戦い、いずれも激戦の末に封印している。
バロックガンとの戦いで操手を失った為、意志・鎧・肉体の3つに分裂。意志は新たなる操手として頑駄無真悪参を選ぶが、古代神バロックガン(カイザーティーゲル)の妨害によって真悪参は善と悪に分裂し、野生の飛竜と化していた自身の肉体と真悪参の悪の部分が融合してしまう。そのため、残った善の部分を転生させて騎士ガンダムが誕生、激しい戦いの末両者は自分達が同じ存在であることを悟り黄金神の意志と共に一体化し、スペリオルドラゴンとして復活を果たすこととなる。
黄金の騎士の鎧も核から分裂した鎧が変化して出来ており、『ジークジオン編』で騎士シャアが用いた後、『聖機兵物語』でラクロア王国で新たな鎧に慎重されてバーサル騎士ガンダムGP01に与えられ、スペリオルドラゴンとGP01が融合してバーサルロードスペリオルガンダムになった際にコアの一部としての力をスペリオルドラゴンが取り戻している。
復活後はスダ・ドアカの危機に際して幾度も自ら姿を現しているが、この時代（ジークジオン編〜鎧闘神戦記）において、伝説の勇者ガンダムがスペリオルドラゴンその人であるという事を知るのはジークジオンと騎士シャアを含めた極少数しかいない。
鎧闘神戦記の裏で創世神に課せられた試練によりカッズ・ザルト界に旅立ち、精霊竜ELSと融合してスダ・ドアカの力と相反するカッズ・ザルトの力を併せ持つ黄金神スペリオルカイザーZになってカッズ・ザルト界改めソレスタル界を救い、試練を果たしたことで正式に十二神への復帰を果たし、新たなる守護神としてサンボーンを生み出した後に異次元へと旅立っていった。
元々の設定では、天宮の頑駄無真悪参(がんだむ まあくすりい)が頑駄無一族の秘宝「銀の楯」を盗み味方から追われた際、雷に打たれてスダ・ドアカ・ワールドに転移、良心と悪心に分裂し、善の心が騎士ガンダム、悪の心が激突した飛竜と融合しながら火の玉と化して滅びつつあった所をジークジオンに助けられ魔王であると刷り込まれてサタンガンダムになり、両者が強くなったバーサル騎士ガンダムとネオブラックドラゴンが再融合してスペリオルドラゴンになった神に上り詰めた設定だった。『黄金神話』でスペリオルドラゴンが昔からスダ・ドアカに存在した神だったという矛盾する設定も登場していたため、2010年の『黄金神話』復刻を機会に矛盾なく両方の設定を共存させるため設定をまとめ直し、最終的には神が地上に降臨する際には融合(ユナイト)する操手が必要でそのために真悪参を呼んでバーサル騎士ガンダムとネオブラックドラゴンが融合する時に黄金神の意志も一緒に融合した設定になり「SDガンダムクロニクル」(『電撃ホビーマガジン』2009年12月号付録小冊子)や2010年発売の『スペリオルクロニクル』でも前史と神としての設定が発表されていった。
コミックボンボン版の『新SD戦国伝 伝説の大将軍編』ではスペリオルドラゴンが「頑駄無真駆参」を名乗り（正規ストーリーの真駆参は真悪参の子孫）、かつて頑駄無真悪参が奪った銀の盾を返却するために天宮へ現れ、結晶鳳凰＜クリスタルフェニックス＞が封印されていた岩を「昇龍の矢」によって破壊。封印を解かれた結晶鳳凰と融合し「真駆参大将軍」となったが、自らには余る力だとしてこれを返上、烈光たちと共に闇軍団と対峙。これにより先祖の汚名をそそぎ改めて頑駄無軍団の一員となる。レジェンドBBのコミックワールドでは真悪参の息子の射駆零(いぐれい)が登場しており、元の世界に返還された銀の楯と共に射駆零が書き記した家伝『俺が異世界に転生したら勇者になった』が子孫の真駆参(まあくすりい)に継承されている。
『武者烈伝・零 銀狼の章』(2006年)では、騎士ガンダムの姿で真悪参を名乗って天宮の国に降臨、「ヤミ」に支配された自身の子孫(後の抜刀武者逆伐)を解放して「ヤミ」をはねのける鎧を授けた。
グラディエータガンダムエクシア(勇者ガンダム) / 古の黄金神スペリオルカイザー / スペリオルドラゴン00 / 騎士ガンダム00 / 騎士セツナ / 騎士00クアンタ / 00クアンタスペリオルバースト / スペリオルカイザーELSクアンタ
黄金神の最初の操手になったガンダム族の剣闘士。後の時代に言い伝えられる伝説の勇者ガンダム。後の時代のアルガス王国であるアルガスポリス出身。愛用していた神器は後に騎士ガンダムがフルアーマー騎士ガンダム時に纏う三種の神器になる。黄金神の操手になる者を決める大会バーサルウォーの決勝で益荒男マスターガンダムに勝ち、双頭竜退治の試練で竜の心をつかみ神の真意に適い認められるとドラゴンベビーオーライザーが進化した守護獣ドラゴンライザーとなり、肉体は核と融合していた黄金の双頭竜は超竜カイザーワイバーンになり、黄金の意志、黄金の鎧、守護獣ドラゴンライザーと融合したエクシアは黄金神の操手である黄金神スペリオルドラゴン00になった。騎士ガンダム00は黄金神と一体化した後、正体を隠して地上を旅した時の姿。
電磁スピアによってバロックガンを封印したが異次元に飛ばされ、カッズ・ザルド界の人間に生まれ変わる。『創世超竜譚 奇跡の二大超越竜皇』にて精霊竜ELSの力で神のコアだった頃に匹敵する00クアンタスペリオルバーストになり、精霊竜と融合して黄金神スペリオルカイザーと同等のスペリオルカイザーELSクアンタになって黄金神スペリオルカイザーと共に偽神Oバロックガンと戦い、分離した精霊竜ELSは傷付いたカイザーワイバーンと融合してカイザーワイバーンZになり黄金神スペリオルカイザーZが誕生した。
益荒男マスターガンダム / 暗黒卿スサノオマスターガンダム / 暗黒卿マスターガンダム / 巨大暗黒卿 / 悪のスペリオルドラゴン / 暗黒機甲神ジェノガイスト
創世の時代において、神の資格を賭けたバーサルウォーの決勝戦でエクシアと争うも敗れた武闘家。その後、未来から現れた暗黒魔人ダークネスハート(『黄金神話』で死んだスペリオルドラゴンから分離して過去に遡った悪の心)に力を与えられ暗黒卿となり、エクシアを操手とした黄金神スペリオルカイザーに暗黒機兵クーロンで挑むも敗北、太陽に封印された。その後、本性をあらわにして吸収しようした暗黒魔神デビルダークネスを逆に倒して吸収し、未来のヴィジョンと神の力の一端を獲得。『黄金神話』にてスペリオルドラゴンの死体とカイザーワイバーンを操ったが太陽神ゴッドカイザーに敗北、スペリオルドラゴンの死体に宿って悪のスペリオルドラゴン(スペリオルドラゴンダーク)になったが太陽騎士ゴッドガンダムによって黄金魂を注入されて肉体が浄化されスペリオルドラゴンが蘇った。
新生シャッフル騎士団(-ナイツ) / 太陽騎士ゴッドガンダム / 太陽神ゴッドカイザー / 新世界守護騎士ゴッドガンダム
スペリオルドラゴンSRが太陽膨張現象「コロナノヴァ」を鎮めるため一時的に死亡した際、10個に分割されたスペリオルドラゴンの黄金魂を受け取った5人の人間族と5人のガンダム族。心を通わせた相棒の黄金魂と力が繋がるトゥルーユナイトを経て、先代シャッフル騎士団から力を継承し、世界の力が湧き出すギアナポイントでガンダム族5人がゴッドユナイトして黄金魂10個の力と世界の力を持つ太陽騎士ゴッドガンダムになった。カイザーワイバーンとユナイトして太陽神ゴッドカイザーになることができる。スペリオルドラゴンを復活させてガンダム族5人の融合は解除されたが、後に再びゴッドガンダムとなりサンボーンに仕える新生スダ・ドアカワールドの守護騎士になっている。
覇界神バロックガン
古代にスペリオルドラゴンによって封印された12神の1柱。バロックコアを操手、豪虎カイザーティーゲルを身体としている。力を授けた守護騎士団ゾディロックを擁する。
スダ・ドアカワールドを狙って黄金神と神同士の「聖戦」を繰り広げたが、エクシアとその仲間たちのトランザムアタックにコアをやられ身体は封印されてしまった。バロックガン封印の地であるラクロアは多くの人々が去って寂れた地方になった。
豪虎カイザーティーゲル / 古代神バロックガン / 豪嵐神バロックガンΩ
コア不在のまま身体(カイザーティーゲル)だけスダドアカに封印されていたが、新たな操手を選ぼうとするスペリオルドラゴンに対して妨害を行って、真悪参を善と悪に分裂させて聖戦終結の遥か未来に飛ばした。フューラーザタリオン墜落による闇の力の活性化、封印を一部をなしてたいた電磁スピアの引き抜き、スペリオルドラゴンSRのコロナノヴァ対策のための一時的死亡などで、封印が徐々に弱まった。『鎧闘神戦記』にて、偽りの平和を唱える世界に絶望していた考古学者トレーズは、古の言い伝えを頼りに救世主となる古代の神を求めてラクロア王国の機兵の谷からバロックガン(の姿に変形したままコアを失った状態で封印されたカイザーティーゲル)を発掘、三体に機兵による石化能力や従機兵を操る力を授かって創世軍オズワルドを結成した。創世軍オズワルドは古代神の封印を完全解除するために必要な天使族の姫を求めて天界に侵攻、天使リリーナ姫には逃げられたが捕らえた天使ミリアルドを洗脳して電光騎士ゼクスに仕立て上げて鎧闘神エピオンに巨大変身(ソウルアップ)する力を与えた。最終的には、リリーナを新たなコアとして復活してスダ・ドアカを作り変え、リリーナを奪還されるも堕天使ドロシーをコアとして取り込むことで負の天使力によって世界の全てを飲み込む豪嵐神バロックガンΩとなり、強大な天使力を持つ超鎧闘神ウイングと激突した。
バロックコア / カードマスター / 偽神Oバロックガン
覇界神バロックガンのコア。エクシアとその仲間たちを道連れにしてバロックガンが創世した世界であるカッズ・ザルド界に帰還。鎧闘神戦記の裏でやって来たスペリオルドラゴンの力を奪い、アムロを真似た姿でスペリオルドラゴンを操り、カイザーティーゲルに代わる身体となる魔神カバカーリーを用意して、偽神Oバロックガンになった。その後、黄金神スペリオルカイザーZに浄化されてカードマスター時の姿の人間に生まれ変わった。
サンボーン
『鎧闘神戦記』の最終決戦において超鎧闘神ウイングと豪嵐神バロックガンΩが一つになり、その混沌を黄金神スペリオルカイザーZが浄化したことで生まれた新たなる神。堕天使ドロシーは混沌浄化の際に赤子の天使マリーメイアに生まれ変わっており含んでいない。バロックガンに代わって新たな12神の1柱となり、黄金神スペリオルカイザーZに代わって新生スダ・ドアカワールドの守護神となった。
渦流神ストリームカイザー
12神の1柱。その他の神々の武装を全身に装備しており、その武装を活性化させて貸し与えることで神々の力の均衡を守るという役目を担っている。騎士ユニコーンが持っている幻獣の鎧を作った。
核はストリームコア。賢者アントニオに憑依してキングガンダムI世に神鞘インヴィンシブルと聖杯を与えた。
地融神イシュタ
「SDガンダムアルティメットバトル」にて登場した12神の1柱。当時の漫画版「聖機兵物語」では聖機兵ガンレックスを作り出した聖神とされていた。
ガイアスとは兄弟神で、ガイアスが破壊して動かした大地を巨大な弓矢・ゼフィラスで固定して安定させて星々を創造する役割を持つ神。ガイアスが破壊した大地を安定させる様子から人々は聖神とした。
黄金神がバロックガンとの戦いで力を失ったことで神が不在となったスダ・ドアカワールドにガイアスと共に干渉、神の力の一部を持ち星の最終調整を代行する聖機兵ガンレックスを創造した。
兄弟共に悪戯心が強いが気まぐれな所もあり、ルーンレックスの暴走などによって世界の創造が上手くいかなくなると共に干渉に飽き、ガイアス共々スダ・ドアカワールドを去っている。
地裂神ガイアス
「SDガンダムアルティメットバトル」にて登場した12神の1柱。当時の漫画版「聖機兵物語」では聖機兵ルーンレックスを作り出した邪神とされていた。
巨大なハンマー・サイサスで大地を砕いて動かし星々を創造する役割を持つ神。大地を破壊する様子から人々は邪神とした。
イシュタと共にスダ・ドアカワールドに干渉し、自身はさらに操手を不要とする聖機兵ルーンレックスを送り込むが、意に反する暴走を起こしてしまう。
武闘神デュエルカイザー
「SDガンダムアルティメットバトル」にて登場した12神の1柱。12神の中でも最も古い神でもある。正と邪のバランスが大事と考えている。
スダ・ドアカ以前の世界を創造し、龍使いの一族を創出した。自らの世界を黄金神に引き継がせる際、黄金神と融合する操手を決める大会バーサルウォーを開催した。
龍使いの一族の子孫で後に雷龍剣の開祖となるドラグナージークガンダムとメビウス銀河で出会った際に白金のハルバードを授けた。
その姿は後の龍機ドラグーンに酷似しており、デュエルカイザーを模して龍機が造り出された。
全体的なデザインモチーフはV2アサルトバスターガンダムであり、雷龍剣や嵐虎剣の関係者がその系列モチーフであることへのつながりを思わせるものとなっている。
冥府神アルファハイデス（∀ガンダム）
12神の1柱。冥府を治めている生と死を司る神で、冥府へとやってきた皇騎士ストライクガンダム及びイージスガンダム兄弟に向けて王の器を試す三門の試練を与えた。冥光騎士ターンエーガンダムを核としており、自身もまた心を司る門の門番の役割を担っている。

### 主要舞台国
ラクロア王国（ジークジオン編I・II・IV・黄金神話編・鎧闘神戦記編・新世聖誕伝説編）
スダ・ドアカワールドでは「伝説の地」としてあがめられている地方。レビル王の治世においてジオン族の脅威に晒されたが、伝説の勇者騎士ガンダムらの活躍により難を逃れた（ジークジオン編）。その後再興したジオン族であるネオジオン族との戦いにおいては、かつて騎士ガンダムと共に戦った騎士アムロが騎士団長として参戦した（聖機兵物語・機甲神伝説）。
その後、レビル13世の治世において太陽の異常膨張に続きデスペリオル族の侵攻を受け、騎士団長ネロスガンダムの離反もあって危機的状況に陥るが、騎士シャインガンダム・騎士ドモンら選ばれし者たちの奮戦により救われた（黄金神話）。
アルガス王国（ジークジオン編III・鎧闘神戦記編・新世聖誕伝説編）
ノア地方に存在する森林に囲まれた国家。世界各地に存在するガンダム族発祥の地で、国内には世界最古のガンダム族が4家存在する。人間族のブレックス王が統治している時代、少なからずとも敵対していた隣国のムンゾ帝国とはジオン族介入により一触即発の状態となっていたが、王子カミーユがムンゾ帝国のユイリィ姫と恋仲であった事と、偶然訪れたラクロア王国の騎士アムロによって和平を結ぶことが出来た（ジークジオン編III）。
その後、四人のガンダム族が騎士アムロと共に旅立ち帰ってこなかったが、後に彼らの力の宿った神器が国内へと持ち込まれる（鎧闘神戦記編）。
ブリティス王国（円卓の騎士編・鎧闘神戦記編・救世騎士伝承編・騎士王物語編）
世界でも数少ない（あるいはスダ・ドアカワールド唯一の）MS族による統治国家。国王はガンダム族が務める。「円卓の騎士」と呼ばれる王国騎士団員の選別があり、ブリティス城内深くにある「円卓の間」にある円卓には神秘の力が宿っており、その座にふさわしいものが座ることで人知を超えた力を得る。その為ブリティスは神々の守る国と言われるようなり、国王はMS王という二つ名を持つ。
国内には聖山ロンデニオンがあり、そこにはある神器が安置され、ブリティス王家と円卓の騎士はこの神器の監視を兼ねている。神器を狙った隣国の軍事国家ザビロニア帝国によって、一時期征服された経緯があったが王位継承者である皇騎士ガンダム（後のキングガンダムII世）によって再び平和な統治を迎えている（円卓の騎士編）。
キングガンダムII世は後に婚姻し、王位を息子・キングガンダムIII世へ譲る。皇太子皇騎士ガンダムIII（アルティメットバトル）と共に創世軍オズワルドの侵攻の際ユニオン族最後の砦となった（鎧闘神戦記編）。
ダバード王国（聖機兵物語・機甲神伝説）
スダ・ドアカワールドの地理で辺境（アニメでは地図の北東部がクローズアップされていた）に位置しているラゴル地方の国。国王は女王ニナ。当時としては画期的な「機兵」と呼ばれる人型の巨大人型兵器を製作しており、それを軍の主力としている。これは国内に聖機兵と呼ばれる謎の巨人がおり、それを模倣し発展した為。王国には聖機兵物語という神話が伝わっており、それを事実として裏付ける聖機兵が二体国内で隠されていた（聖機兵物語）。
グラナダ王国（新SDガンダム外伝）
上記国家とは遠くはなれた場所にある。機兵による軍備を整えており、白金のハルバードと呼ばれる機兵用の斧槍を国宝としている。

#### その他の国家
アルマータ地方レガシム領（聖機兵物語III）
ラゴル地方ダバード王国と隣国またはそれに近い国家の地方領。王国を追われたダバード軍はここに一時陣を張っていた（聖機兵物語III）。領主は対ネオジオン戦に参加した吟遊騎士レッドウォーリアR。出身者に薔薇騎士ロゼッタガンダム（近い血縁で、昔から武勇伝を聞かせていたという事から麗紅騎士レッドウォーリアも含まれる可能性がある）。彼女に関係する資料によれば、レガシムは公国であるとの事。
月の国セレネス（機甲神伝説）
スダ・ドアカワールド上空の宇宙空間を移動する天体・月にかつて存在した国家。そのテクノロジーは鎧闘神戦記時代の最先端テクノロジーを遥かに上回り、機甲神と呼ばれる機兵を製造していた。スダ・ドアカワールドに知的生命体が現れる前、同盟関係だったギャラルホルン帝国の裏切り（実際は機重奇神ジークドミヌスによって洗脳された）によって壊滅。双子の王子が機甲神7体と共に脱出に成功する。
アルビオン国（機甲神伝説）
ダバード王国と国交がある国家。実際に国が舞台となった件はない。王子コウは女王ニナの婚約者である。同じ読みの赤流火穏の国については国名を天宮語読みにした時に偶然同じ読み方になっている。
ドレスデン王国（ナイトガンダム物語）
グラナダ王国に近い王国。古代遺跡ドゥームハイロゥの鍵であるロゼッタストーンを守護している。
ジョンウ国・メビウス共和国・カービィ王国・ミリティア国（黄金神話）
ウィナー王国（鎧闘神戦記）
それぞれ主要人物の故郷として登場する国家。名称のみで実際に移動はしない。ミリティア国の王は少年王ウッソ、ウィナー王国の王はカトル王。
天使族（鎧闘神戦記）
スペリオルドラゴンの加護を受ける天界の一族。天界の地ピースクラフトに故郷を構えている。頭上にディバイリング（エンジェルハイロウ）を、背中には天使の属性を現す様々な色の翼を持つ。古代神バロックガン封印の役目を担っており、代々巫女が封印の力を受け継いでいる。創世軍オズワルドの奇襲によって壊滅状態になる。
竜の里（禁じられた魔法）

### 敵対国家・勢力
ジオン族（ジークジオン編）
ムーア界と呼ぶ異世界に本拠地を構える、スダ・ドアカワールド制圧を目論む悪しき一族。元々は騎士ジオングなどMS族・ユニオン族がある程度纏まった総称だったが、ジークジオンがスペリオルドラゴンの片割れを当主として操った為に、悪名高い一族として後の世まで浸透することとなった。ムンゾ帝国などを利用するなどして各地へ侵略を繰り返すが、スペリオルドラゴン・騎士アレックス・アルガス騎士団によって本拠地を攻められ敗退する。
ムンゾ帝国（ジークジオン編III）
ノア地方に存在する森林に囲まれた国家。国内には後にアルガス騎士団の力を宿すことになる神器があり、これを利用してかコンスコン王統治の時期にジオン族による乗っ取りが行われ、隣国のアルガス王国と敵対する事になる。コンスコン王の娘ユイリィ姫がアルガス王国のカミーユ王子と恋仲であり、偶然ノア地方を訪れたラクロア王国の騎士アムロの活躍によって和平が結ばれた。
ザビロニア帝国（円卓の騎士編）
ブリティス王国の隣に位置する強大な軍事国家。実力主義であり、能力がある者ならばどのような出自でも幅広く軍に加えている。複数の生命体を融合させる事で誕生する人造モンスターの魔道技術を所有している。一時はかつてのジオン族をも凌ぐ勢力へとのし上がり、世界への覇を唱えた。
帝王グレートデギン統治の時にブリティス王国へ侵攻を開始。目的はブリティス王国にある聖杯で、ザビロニア帝国の守護神ラフレシアの力によりまたたく間に王国を征服、支配していた。
その後7年の歳月をかけてようやく聖杯の鍵を獲得するが、同年に生き延びていた王子である皇騎士ガンダムが挙兵。新たな円卓の騎士を始めとする数多くの仲間達と共にザビロニア帝国は打倒されることとなる。（円卓の騎士編）
ネオジオン族（聖機兵物語編）
闇の皇帝ジークジオンによって操られたといっても過言ではない一族と国家。
ネオジオン族は悪しき魔道の力を手にしたダバード王国のロナ家（聖機兵復活の鍵を守り続けていた一族）当主カロッゾを頂点とした集団。ダバード王国の機兵と魔道技術を融合し、世界制覇のため聖機兵を手に入れんと侵攻した。パンゲア界という異次元を本拠地としており、謎の多い組織編制だったがその実態はジークジオンによって操られていた。聖機兵の一つルーンレックスを獲得するも、真聖機兵によって敗退する。
デラーズ王国（機甲神伝説）
最も古くからジークジオンによって操られた国家。国王はエギーユ王。機重奇神ジークドミヌスに操られたギャラルホルン帝国に滅ぼされたセレネス王国跡から、ジークドミヌスのスダ・ドアカワールドへの侵攻ユニットである天空魔城ゲルニカ、赤き月を手中にし、そこからセレネスの王子と機甲神の情報を得てスダ・ドアカワールドへ侵攻する。
ヘルアクシズ団（ナイトガンダム物語）
グラナダ王国近辺の山を根城とする野盗集団。リーダーは親分ゲモン。ザンスカール族に従っており、ゲモンは嵐虎剣の技を使う事が出来る。
グラナダ王国で行われていた聖騎士選抜会に乱入し、王国に伝わる白金のハルバードを奪おうとしたが魔竜剣士ゼロガンダムに敗北。親分ゲモンはザンスカール族に合流した。
ザンスカール族（ナイトガンダム物語）
嵐虎剣の正統継承者だった騎士ブイツーが、鏡の中の異世界と手を結び結成した一族。
ブイツーは幻魔皇帝アサルトバスターを名乗り、自分と敵対していた雷龍剣の継承者ファルコガンダムを洗脳して幻魔王バイスガンダムにして軍団の指揮を執らせた。最終兵器ドゥームハイロウを使用して邪魔なユニオン族を消し去り、寄生生物バイスタランチュラで世界中の人間を洗脳してスダ・ドアカワールドを完全に征服したが、雷龍剣の最終奥義を会得した聖竜騎士ゼロガンダムによってアサルトバスターは倒され、その野望は潰えた。
デスペリオル族（黄金神話）
スペリオルドラゴンの死によって復活した暗黒卿マスターガンダムが作り上げた闇の勢力。戦力の大半はデビルドラグーンなどが放つ黒の光によって洗脳・破壊衝動を増幅された者達で構成されている。
新たな神の座を狙うマスターガンダムを頂点に、三魔卿と呼ばれる最高幹部と特殊な力を持った異能戦士、ゼロガンダムが乗っていた龍機ドラグーンに酷似した魔龍機デビルドラグーンなどを戦力として使っている。スペリオルドラゴンの遺体を回収して闇の力で染め上げて暗黒神デビルスペリオルとし、ギアナポイントからスダ・ドアカワールドの生命エネルギーを吸収して死の世界にしようとしたが、太陽騎士ゴッドガンダムとシャッフル騎士団の活躍によって阻止された。
創世軍オズワルド（鎧闘神戦記）
古代神バロックガンを復活させた考古学者トレーズが、バロックガンの魔力とロームフェラー家の財力を使って作り上げた軍団。バロックガンによって蘇った古代騎士と従機兵＜デ・ドール＞と呼ばれる無人機兵を主戦力としており、スダ・ドアカワールドだけでなく天空にある天使族の郷にまで進軍した。バロックガンの完全復活を目論み、封印の鍵である天使族の姫リリーナを狙う。
シャッフル騎士団を封印し、鎧闘神達を何度も追い詰めたが失敗も続いた為にトレーズは見限られ、バロックガンが直接率いるようになった。
近衛騎士団＜ゾディロック＞（鎧闘神戦記、創世超竜譚II）
創世の時代に古代神バロックガンに従っていた13人の騎士達の集団。かつての戦いの中で5人の騎士が倒れ、1人はユニオン族に寝返り、残り7人はバロックガンと共に封印されていたが、バロックガンの完全復活に呼応して蘇った。
アンチユニオン軍 (救世騎士伝承)
騎士ガンダムリジェネレイトを大将とする軍勢。様々な理由でユニオン族を離れた者達によって構成されている。ユニオン族への復讐心を滾らせてブリティス王国に侵攻するが敗退。リジェネレイトも含めて、ジークジオンの復活を目論む深紅騎士シナンジュ （シナンジュ・リバウンド）に利用されていたに過ぎなかった。
ギャラルホルン帝国 (新世聖誕伝説II、III、IV)
かつてセレネスとは同盟関係にあったが、機重奇神ジークドミヌスによって操られセレネスを滅ぼした国家。
ジット(新約SDガンダム外伝 創世超竜譚III、IV)
カッズ・ザルド界の邪教集団。その実態はバロックコアの傀儡ともいうべき集団だった。
ザフト国 ( 救世騎士伝承EX II、IV)
スダ・ドアカワールドの新興国家。この国は、強い者は弱い者を倒し、奪い尽くす弱肉強食の無法な国だった。雷龍剣と嵐虎剣の力を取り込もうと目論む緋邪龍によって操られていた。
総統の尾 (騎士王物語）
カノンガンダムがキングガンダムI世となる前のブリティス王国で破壊と殺戮、そして混沌を広めている軍勢。それぞれの属性に応じた軍勢を率いており、主要幹部はエンドアンデッド騎士と呼ばれており人間族に擬態する能力を持つ。
その正体は、スタ・ドアカワールドの外から来た存在であるフューラーザタリオンによって生み出された総統竜ジャークヴァイスが、スタ・ドアカワールドを支配するために作り出した軍勢だった。
ブリザーデス (騎士王物語I）
シロッコ王 (エンドアンデッド騎士タイタニア）率いるアンデッド軍団。総統の尾に支配される前はジュピトリス国という国だった。
インフェルデス (騎士王物語II)
灼熱王グレミー（エンドアンデッド騎士インフェルノマンサ）率いるアンデッド軍団。
モチーフは青の部隊、 ネオ・ジオン (グレミー軍)
マドコープス (新約SDガンダム外伝 騎士王物語III)
粛清王ジャミトフ (エンドアンデッドモンスター邪鬼巨兵ドゴス・ギア）率いるアンデッド軍団。
フランデッド (騎士王物語III)
破滅王クルーゼ (エンドアンデッド騎士プロヴィデンスG）率いるアンデッド軍団。
デスドレイグ (騎士王物語IV)
総帥ギレン (屍竜王ソーラレイ）率いるアンデッド軍団。
ベネリット族（禁じられた魔法）
首長デリング率いる軍勢。デリングの独断的な主張で竜の里を一度滅ぼし、再び滅ぼそうと暗躍する。

## その他
- PS3ゲーム『ガンダム無双3』へ8頭身の姿で初参戦を果たした。SP攻撃時には3種の神器（炎の剣、霞の鎧、力の盾）を装備した姿「フルアーマー騎士ガンダム」に変身する。声優は松本保典。一部のセリフにはOVA版の言い回しや呪文がそのまま使われている。
- SDガンダムのプラモデルシリーズ『レジェンドBB』（2011年 - ）にて2012年に「騎士ガンダム」が発売された。
- スーパーロボット大戦BXに『SDガンダム外伝』名義で参戦。同シリーズへの参戦はこれが初めてとなる[19]。